# Manuel García Muñoz
Manuel García Muñoz fue un político peruano. 
Fue miembro del Congreso General Constituyente de 1827 por el departamento de La Libertad. Dicho congreso constituyente fue el que elaboró la segunda constitución política del país.